# Trickster (músico)
Trickster (nome verdadeiro: Juergen Pichler) é um músico austríaco que vive no Reino Unido, conhecido por seu estilo musical eclético.

## Carreira musical
O cantor Trickster estreou em novembro de 2022 com o single Thank Fuck It's Christmas, no qual interpretou ao lado da Royal Philharmonic Orchestra uma música não segura para o trabalho cheia de palavrões refletindo as tensões e o estresse daquele ano. As letras foram escritas por Guy Chambers (compositor e produtor de Robbie Williams), em colaboração com o comediante Steve Furst e Trickster. Descrita como "a única canção de Natal que poderia ter saído de 2022", sua letra visava fatores problemáticos daquele ano, como a atividade do governo do Reino Unido, crise de custo de vida, pandemias, ultra-ricos tentando se mudar para Marte.
Uma versão limpa intitulada Praise Be It’s Christmas também foi lançada e seus dois vídeos se tornaram virais, com milhões de visualizações no YouTube. Um desses videoclipes foi dirigido por Phil Griffin (conhecido por seu trabalho com Amy Winehouse, Diana Ross, Paul McCartney) e o outro, filmado nos Alpes suíços, foi dirigido por Norbert Blecha (Requiem für Dominik, Wolfsliebe).
O dinheiro arrecadado com ambas as músicas foi doado por Trickster para instituições de caridade que apoiam o bem-estar infantil e combatem a fome social. Sob o lema “a verdadeira mudança não é uma brincadeira”, Trickster e a sua equipa distribuíram alimentos a vários bancos alimentares no Reino Unido. O South-West Belfast Foodbank, numa das zonas mais carenciadas, recebeu um importante impulso e abastecimento através desta campanha (mas quase não o percebeu porque inicialmente pensaram que era uma piada de mau gosto, dada a quantia inesperada dirigida a esta zona desfavorecida de o país). A atenção específica a pormenores como o valor nutricional dos alimentos foi explicada pelo cantor através das suas próprias experiências infantis com a insegurança de uma alimentação adequada.
Nestes videoclipes, a verdadeira identidade do Malandro foi escondida pela animação, o que gerou especulações sobre quem ele poderia ser. Alguns estavam se perguntando se ele era o co-autor das letras Steve Furst ou alguma personalidade popular com quem Guy Chambers trabalhou anteriormente ou algum ex-nome famoso desbotado com contas a acertar.
Em maio de 2023, Trickster lançou o single Still Kicking, inspirado em um acidente de carro ao qual sobreviveu em 2017 no sul da França, com uma musicalidade descrita como inspirada no rock alternativo do final dos anos 90, na americana e em paisagens sonoras cinematográficas. A música foi produzida por Guy Chambers, Richard Flack e Trickster. O videoclipe apresenta o cantor sem nenhuma animação para esconder o rosto e, junto com a história por trás da música, mais informações apareceram na imprensa mencionando que ele é um austríaco residente no Reino Unido.
Em novembro de 2023, Trickster lançou "Silent Night" vs "Santa Claus Is Coming To Town", uma mistura de dois clássicos de Natal com o grupo vocal The Swingle Singers. Nesta ocasião, a cobertura mediática também mencionou o nome verdadeiro deste cantor, Juergen Pichler (dono desta marca Trickster). Era já conhecido como produtor musical de várias bandas e cantores (como a banda austríaca Hunger), bem como compositor (como Olé Hola, de Patrick Lindner). Apoiou também iniciativas de caridade como "Parem a Máfia dos Cães" na Áustria.
A 23 de abril de 2024 (Dia de São Jorge), Trickster lançou a sua própria versão do hino nacional God Save the King, gravado com a Royal Philharmonic Orchestra nos Abbey Road Studios. Referiu que queria criar esta versão para expressar o seu carinho pelo Reino Unido. A canção é a primeira gravada para o Rei Carlos por um estrangeiro. Durante a produção, quando regressou de Portugal como co-piloto de helicóptero, teve de fazer uma aterragem de emergência numa quinta no noroeste de Espanha devido a dificuldades técnicas.
Em maio de 2024, Trickster anunciou em Cannes um projeto de filme de suspense e aventura chamado Travel Agents (produtor: Norbert Blecha), vagamente baseado na sua história de vida, com um orçamento de 85 milhões de libras. Será o produtor executivo e atuará no filme. Colaborará também com Guy Chambers na criação da banda sonora. Originalmente, um papel importante no filme foi dado a Gérard Depardieu, o que terá marcado o seu regresso aos palcos após um hiato de três anos (devido à sua detenção sob acusação de agressão sexual). No entanto, dada a polémica causada por este envolvimento, os produtores reconsideraram a sua decisão e retiraram esta escolha.

## Discografia
- Thank Fuck It's Christmas (single, 2022)
- Still Kicking (single, 2023)
- "Silent Night" vs "Santa Claus Is Coming To Town" (single, 2023)
- Be Careful What You Wish For (single, 2024)
- God Save the King (single, 2024)